# Nev Schulman
Yaniv "Nev" Schulman (Nova York, 26 de setembro de 1984) é um produtor, apresentador e ator estadunidense. É mais conhecido pelo documentário Catfish filmado em 2010, sendo ele mesmo o protagonista. Também é o anfitrião e produtor executivo do seriado Catfish: The TV Show, produzido pela MTV. Nev é irmão do cineastra Ariel Schulman.